# Прапор Володимирського району
Пра́пор Володи́мирського райо́ну — прапор однойменного району Волинської області.

## Опис
Прапор району — стяг зі співвідношенням сторін 5:7. На синьому тлі прапора, в його центральній частині розташований герб району. Автор — Костюк А. А.
Зображення герба на прапорі аналогічне, без стилізованого рослинного орнаменту.
За змістом та кольоровим вирішенням прапор символізує віру, чесність, чистоту, волю, незалежність, міць.

## Джерело
- Володимир-Волинська РДА